# Gluviella rhodiensis
Genre
Espèce
Gluviella rhodiensis, unique représentant du genre Gluviella, est une espèce de solifuges de la famille des Daesiidae.

## Distribution
Cette espèce est endémique de Rhodes en Grèce.

## Description
La femelle holotype mesure 11,5 mm.

## Étymologie
Son nom d'espèce, composé de rhod[i] et du suffixe latin -ensis, « qui vit dans, qui habite », lui a été donné en référence au lieu de sa découverte, Rhodes.

## Publication originale
- Caporiacco, 1948 : L'aracnofauna di Rodi. Redia, vol. 33, p. 27-75.